# Brevicornu fennicum
Brevicornu fennicum är en tvåvingeart som först beskrevs av Landrock 1927.  Brevicornu fennicum ingår i släktet Brevicornu och familjen svampmyggor. Arten är reproducerande i Sverige. Inga underarter finns listade i Catalogue of Life.